# 예산 장씨
예산 장씨(禮山 張氏)는 충청남도 예산군을 본관으로 하는 한국의 성씨이다. 시조 장영위는 안동 장씨의 시조 장정필의 후손으로 고려에서 평장사 등을 지내며 예산군에 봉해졌다.

## 참고 자료
- “예산장씨(禮山張氏)”. 뿌리를 찾아서.[깨진 링크(과거 내용 찾기)]